# Pic de la Serra
El Pic de la Serra és una muntanya de 1.200,5 metres d'altitud del límit dels termes de les comunes de Noedes i Orbanyà, totes dues de la comarca del Conflent, a la Catalunya del Nord.
És a la zona sud-oest del terme d'Orbanyà i a la nord-est de la de Noedes. És al sud del poble d'Orbanyà, i al nord-est del de Noedes, bastant a prop, al sud-est del Pic del Lloset i al nord-oest del Coll de Marçac.
És una muntanya freqüentada per les rutes excursionistes dels voltants de Noedes i Orbanyà.